# Casstown (Ohio)
Pour les articles homonymes, voir Casstown.
Casstown est un village américain situé dans le comté de Miami, dans l'Ohio. Selon le recensement de 2010, sa population est de 267 habitants.